# فریسلند

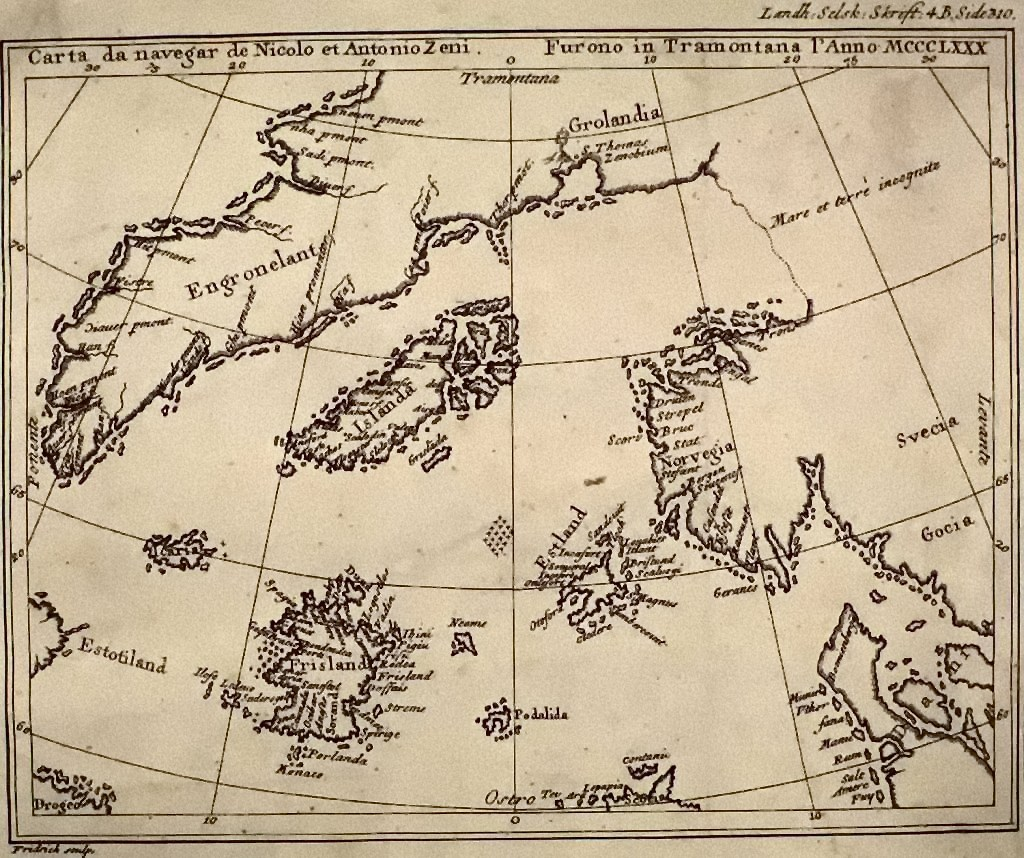
فریسلند در پایین سمت چپ نقشه زنو.

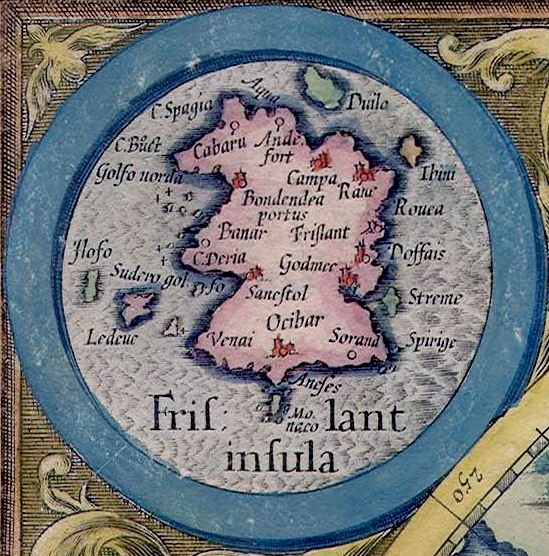
فریسلند در نقشه گراردوس مرکاتور، سال ۱۶۲۳.

فریسلند (به انگلیسی: Frisland) یک جزیره شبح بود که از سال‌های دهه ۱۵۶۰ میلادی تا بیشتر از صد سال بعد از آن در نقشه‌های اقیانوس اطلس دیده می‌شد. فریسلند احتمالاً در ابتدا به دلیل اشتباه گرفتن قسمت جنوبی گرینلند با یک جزیره مستقل و یا اشتباه در موقعیت ایسلند در بعضی نقشه‌ها ظاهر شد. اما نقشه تاثیرگذار زنو در سال ۱۵۵۸ فریسلند را به عنوان یک جزیره مجزا در جنوب گرینلند رسم کرد. بعد از نقشه زنو، برای بیشتر از صد سال این جزیره در سایر نقشه‌های معتبر هم ظاهر شد. فریسلند در این نقشه‌ها به شکل تقریباً مربعی با سه زائده مثلث‌شکل در سمت غربی دیده می‌شود. با افزایش سفرهای اکتشافی در شمال اقیانوس اطلس و ترسیم نقشه‌های دقیق‌تر از این منطقه، به مرور فریسلند از نقشه‌ها کنار گذاشته شد.